# Il Genio
Il Genio es un dúo de electropop de Italia compuesto por Gianluca De Rubertis (voz, guitarra y teclado) y Alessandra Contini (voz y bajo). Alcanzaron el éxito en el 2008 con su canción Pop Porno.

## Discografía

### Álbumes
- Una voce poco fa 2013
- Vivere negli anni 'X 2010
- Il genio 2008

### Sencillos
- Cosa Dubiti 2010
- Non è Possibile 2009
- Pop Porno 2008